# 橡皮蟒
橡皮蟒（學名：Charina reinhardtii）是蛇亞目蚺科沙蟒亞科橡皮蚺屬下的一種蛇類，身體細小而擅長潛掘地穴，主要分布於非洲中部及西部。橡皮蟒曾被視為蟒科的成員，因此其名稱尚保留「蟒」字；其英語俗稱亦為「Calabar Python」，有蟒蛇種屬的分類痕跡。後來，學者古魯格（Kluge, 1993）根據種系發生學的原則，將橡皮蟒分配為橡皮蚺屬的成員。目前未有任何亞種被確認。

## 特徵
橡皮蟒體型較一般蟒、蚺細小，普遍不會長逾1米。其頭骨結構與一般蚺蛇不同，牠們欠缺上顎齒之餘，卻有堅固的前額葉頭骨。另外，其上唇緣位置亦沒有具感溫功能的孔洞（詳見頰窩）。橡皮蟒能潛掘地洞，頭部與尾部均呈圓鈍形狀，整體身型有如圓管。頭額位置佈有數片較大片的鱗甲。其尾部與頭部外表相似，可能是一種用作迷惑敵人的擾敵自衛手段。體格強健，肌肉有力，雙眼較伙細小，呈棕紅色，瞳孔呈圓形。體色方面，橡皮蟒多以棕色或黑色為基調，有紅色、黃色或灰色的小斑紋。

## 地理分布
橡皮蟒主要分布於非洲中西部的熱帶雨林地帶，西起利比里亞、塞拉利昂，東至喀麥隆、中非共和國、加蓬、剛果共和國及剛果民主共和國，均能找到牠們的蹤影。在剛果民主共和國內，橡皮蟒則多出沒於基伏湖一帶的極東地帶。根據學者Stimson（1969），橡皮蟒的標準產地為「黃金海岸」。

## 生態行為
橡皮蟒具有掘地習性，但與沙蟒及西非沙蟒不同，橡皮蟒通常潛掘於熱帶雨林中的鬆散泥土間，而非一般沙地。當橡皮蟒受到威脅時，牠們會運用尾部裝作自己的頭部，向敵人緩緩昂起並作出一連串的動作，作為瞞騙敵人的圈套；實則其頭部早已潛進土地中，並以地面上的身體掩蓋著地下的頭部，使敵人不能察覺。如果這欺敵之計被悉破時，橡皮蟒便會使出最後的手段，就是將身體緊縮成一個圓球，使敵人無以入手。這行為與球蟒十分相似。
橡皮蟒是一種相當溫馴的蛇類，即使受到威脅牠們大多只選擇將自己縮成圓球，又或者以尾巴打擊地面發出聲音以作自衛姿態，總之甚少向敵人發動咬擊。尾部的小白環紋有時也能有效地引開敵人的注意力，讓其頭部的威脅可以減輕。一般而言，橡皮蟒面對敵人時，大多行動緩慢，以謀定而後動的態度處理威脅。

## 攝食
橡皮蟒多以小型的鼠類為食，並會闖進一些小地鼠（如尖鼠）的地洞裡找尋獵物。牠們會窩伏在尖鼠的洞穴附近，靜待成年尖鼠離去，然後一下子闖入鼠穴，將幼鼠捕食殆盡。橡皮蟒一般以纏壓方式殺死獵物，有時也會以身體將幼鼠迫壓至洞壁上以壓死牠們。如果一些地洞內門窩眾多，橡皮蟒更能一次以身體過壓死大量的幼鼠。

## 飼養及繁殖
橡皮蟒並不是常見的寵物蛇，因為牠們需要一定條件的環境才能適應被飼育的生活。首先，牠們需要有厚層的有機可掘物（如泥層）作為其居所，而其居所的溫度要維持在25-29°C之間。
另外，橡皮蟒屬於卵生蛇類，雌蛇所誕下的蛇卵一般較大，每枚約重50克。雌蛇每次大多只能產下一至兩枚蛇卵，甚少能產出三枚以上。但即使數量不多，這些蛇卵仍等同於雌蛇體重的一半重量。幼蛇大約於六週後破卵而出，經歷兩至三天後，出現第一次蛻皮，然後便可以接受餵食。

## 分類
雖然學者Schlegel（1848）很早便將橡皮蟒視為沙蟒屬的成員，但一般的爬蟲學家仍認為橡皮蟒屬於蟒科。古魯格（1993）根據種系發生學的原則，將橡皮蟒分配到橡皮蚺屬中。在橡皮蚺屬中，橡皮蟒被安排與橡皮蚺（Charina bottae）及玫瑰沙蚺（Charina trivirgata）並列，是為了強調此蛇類在舊大陸和新大陸之間的生物演變歷史情況。

## 備註
1. ↑  Luiselli L, Penner J, Rödel M, Gonwouo NL, Kusamba C, LeBreton M. . The IUCN Red List of Threatened Species. 2021, 2021: e.T13264749A13264760  [28 March 2022].
2. 1 2  McDiarmid RW, Campbell JA, Touré T. 1999. Snake Species of the World: A Taxonomic and Geographic Reference, vol. 1. Herpetologists' League. 511 pp. ISBN 1-893777-00-6 (series). ISBN 1-893777-01-4 (volume).
3. ↑  . ITIS. 2008  [20 July, 2008].
4. 1 2  Parker HW, Grandison AGC. 1977. Snakes -- a natural history. Second Edition. British Museum (Natural History) and Cornell University Press. 108 pp. 16 plates. LCCCN 76-54625. ISBN 0-8014-1095-9 (cloth), ISBN 0-8014-9164-9 (paper).
5. 1 2 3 4 5 6 7  Mehrtens JM. 1987. Living Snakes of the World in Color. New York: Sterling Publishers. 480 pp. ISBN 0-8069-6460-X.
6. 1 2  Kluge AG. 1993. Calabaria and the phylogeny of erycine snakes. Zoological Journal of the Linnean Society, 107: 293-351. PDF （页面存档备份，存于） at University of Michigan Library 的存檔，存档日期2008-08-26.。Accessed 20 July 2008.

## 外部連結
- （英文）TIGR爬蟲類資料庫：橡皮蟒
- （英文）非洲的掘地蟒蛇（Calabaria reinhardtii） （页面存档备份，存于）